# Elezioni presidenziali in Ghana del 1992
Le elezioni presidenziali in Ghana del 1992 si tennero il 3 novembre.

## Risultati
| Candidati         | Partiti                             | Voti      | %     |
| ----------------- | ----------------------------------- | --------- | ----- |
| Jerry Rawlings    | Congresso Democratico Nazionale     | 2 323 135 | 58,40 |
| Albert Adu Boahen | Nuovo Partito Patriottico           | 1 204 764 | 30,29 |
| Hilla Limann      | Convenzione Nazionale del Popolo    | 266 710   | 6,70  |
| Kwabena Darko     | Partito dell'Indipendenza Nazionale | 113 629   | 2,86  |
| Emmanuel Erskine  | Partito del Patrimonio del Popolo   | 69 827    | 1,76  |
| Totale            | Totale                              | 3 978 065 | 100   |